# Sandro Collino
Sandro Collino (né et mort à des dates inconnues) est un joueur de football italien, qui a évolué au poste d'attaquant, avant d'ensuite devenir dirigeant.

## Biographie
Collino arrive au club piémontais de la Juventus lors de la saison 1909, seul club de sa carrière. 
Il joue son premier match contre l'Ausonia Milano le 12 décembre 1909 qui voit la Juve l'emporter sur un score de 6 à 0, match lors duquel il inscrit un but. Son dernier match est contre le Veloces Biella le 6 décembre 1914 lors d'une victoire 5-0. 
En tout, il a inscrit 5 buts en 17 matchs avec les bianconeri.
Après sa carrière de joueur, Collino devient un des dirigeants du club de la Juve.